# (Over) Kill Yr Idols
 (septembre 2017).
Si vous disposez d'ouvrages ou d'articles de référence ou si vous connaissez des sites web de qualité traitant du thème abordé ici, merci de compléter l'article en donnant les références utiles à sa vérifiabilité et en les liant à la section « Notes et références ».
(Over) Kill yr Idols est un single du groupe Sonic Youth. Il fut publié en 1985 sur le label Forced Exposure ; il n'existe que 1246 copies. L'album est composé de deux morceaux enregistrés lors d'un concert le 30 octobre 1983 à Berlin (Allemagne): Making the Nature Scene, provenant de l'album Confusion is Sex, et Kill yr Idols, rebaptisé I Killed Christgau With My Big Fuckin' Dick pour l'occasion par un ami du groupe.

## Titres
1. Making The Nature Scene
2. I Killed Christgau With My Big Fuckin' Dick